# Бертран Расселл
Бертра́н А́ртур Ві́льям Ра́сселл (англ. Bertrand Arthur William Russell; 18 травня 1872, Треллек, Уельс — 2 лютого 1970, Пенриндайдрайт, Уельс) — британський філософ, логік, математик, громадський діяч. Основоположник англійського неореалізму та неопозитивізму, засновник сучасної філософії логічного аналізу. З метою обґрунтування математики заснував логіко-філософську програму логіцизму, найповніше втілену у фундаментальній тритомній праці Principia Mathematica («Основи математики», написана у співавторстві з А.Вайтгедом). Один із ініціаторів Пагвоського руху. Лавреат Нобелівської премії з літератури за 1950 з формулюванням «як визнання різноманітних й важливих творів, в яких він відстоював гуманні ідеали й свободу думки».

## Життєпис

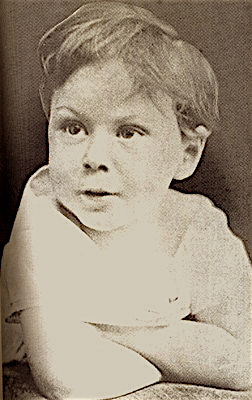
Чотирирічний Бертран Рассел

Бертран Рассел народився в сім'ї Джона Рассела, віконта Емберлі і Кетрін (Стенлі). Цей старовинний аристократичний рід був відомий у політичному житті країни, починаючи з XVI століття. Найвідомішим представником роду був дідусь, Джон Рассел — він очолював уряд королева Вікторії з 1846 до 1852 року та з 1865 до 1866 року.
Уже в чотири роки став сиротою. Після смерті обох батьків, Бертрана і двох його старших братів взяла під свою опіку їхня бабуся, графиня Рассел, яка дотримувалась пуританських поглядів. Любив проводити час за читанням книг із великої бібліотеки, зібраною ще дідусем в маєтку Пембрук Лодж.
Дитинство Рассела було дуже самотнім, і він часто серйозно задумувався про самогубство. У своїй автобіографії він пише про те, що його найбільшими зацікавленнями були релігія і математика, і що єдине бажання, яке втримало його від самогубства, було вивчити більше математики.
Він навчався вдома з кількома репетиторами. У віці одинадцяти років його брат Френк познайомив його з роботами Евкліда, які перевернули його життя.
У грудні 1889 р. Бертран вступив в Триніті-коледж, де після другого року навчання за пропозицією Альфред Норт Вайтгед, британського математика, логіка, філософа та педагога, який разом з Бертраном Расселом написав фундаментальну працю «Principia Mathematica», яка стала базовою для розвитку таких напрямків філософії, як логіцизм та теорія типів , був обраний членом дискусійного товариства Cambridge Apostles.
Навчався і надалі викладав у Кембриджському університеті. Рассела неодноразово запрошували для викладання в університетах інших країн, передусім США.
1908 — став членом Фабіанського товариства, яке відіграло визначну роль у поширенні ідей соціал-демократії у Британії.
1914—1965 — член лейбористської партії. Вийшов із лав лейбористів, протестуючи проти їхньої політики щодо інтервенції США до В'єтнаму.
Під час навчання в університеті перебував під впливом «абсолютного ідеалізму» (британської версії неогегельянства), але пізніше разом із своїм колегою Дж. Е. Муром став противником ідеалістичної метафізики, поклавши початок традиції аналітичної філософії.

## Філософські погляди
Філософська еволюція Расселла — перехід від платонізму і логоцентризму до г'юмівського конвенціоналізму та арістотелівського есенціалізму. На початку XX сторіччя разом із Дж. Муром Расселл виступив із критикою неогегельянства з реалістичних позицій. Надалі неодноразово змінював свої філософські погляди, залишаючись, однак, послідовним прибічником аналітичного методу.
За Расселлом філософія не зводиться до аналізу буденної мови, як вважають послідовники філософії мовного аналізу, і її роль не обмежується функцією загального методу розв'язання практичних проблем, на чому наполягають прибічники прагматизму. Расселл обстоював філософське поняття кореспондентної істини як відповідності фактам, які як такі значною мірою не піддаються людському контролю. На його думку, об'єктивне поняття істини впроваджує необхідний елемент стриманості людини щодо універсуму і тим служить противагою прагматистському «отруєнню владою».

### Істина й дескрипції
Расселл вважав, що сутність філософського пізнання полягає не в проясненні філософської термінології, а в систематичному дослідженні навколишнього світу. Логічний аналіз може сприяти філософському пізнанню тільки тоді, коли він спирається на науково обґрунтовану онтологію, з якою мусять бути узгоджені мовні засоби аналізу. Звідси виникає проблема побудови «логічно досконалої мови». Згідно з теорією дескрипцій Рассела, для побудови логічно досконалої мови треба переформулювати твердження природної мови таким чином, щоб усунути посилання на сумнівні сутності, уникаючи як суперечливих описів на зразок «круглий квадрат», так і фіктивних дескрипцій («Гамлет», «крилатий кінь» і т. ін.). Тоді вимога істинності висловлювання буде еквівалентною вимозі відповідності висловлювання до дійсності. Таке бачення взаємовідносин між логікою та онтологією базується на припущенні про дискретну «атомарну» структуру світу (доктрина логічного атомізму).

### Онтологія
Расселова онтологія раннього періоду містить, однак, крім індивідів, деякі абстрактні сутності — властивості, відношення та висловлювання (propositions). У 1914 Расселл відкидає онтологічний статус абстрактних сутностей і стверджує, що лише індивіди можуть бути носіями власних імен і суб'єктами логічно досконалих суджень. Згідно з концепцією цього періоду, атомарні онтологічні факти утворюються з властивостей та відношень індивідів, а висловлювання та пропозиційні функції лише виконують функцію мовних виразів. При цьому в ролі індивідів виступають події, а звичайні фізичні об'єкти — які ми звикли вважати носіями власних імен — розглядаються як комплекси «співприсутніх» (compresent) подій. У 1940 Расселл ще раз змінює свою онтологію. Після цього перегляду єдиними базовими елементами світу стають прості якості, що мають характер індивідів і водночас універсалій, доступних для прямого сприйняття («знання через безпосереднє знайомство»). Як фізичні об'єкти, так і події аналізуються в термінах цих простих якостей.

### Епістемологія
Доктрина «знання через безпосереднє знайомство» (knowledge by acquaintance) займає центральне місце в епістемології Рассела. Згідно з цією доктриною, є два види знань: знання речей і знання істин. Знання речей, своєю чергою, поділяється на два різновиди: безпосереднє і таке, що базується на знанні істин. Безпосереднє знання, чи знання через безпосереднє знайомство, полягає у прямому відношенні між індивідуальним розумом та чимось відмінним від нього. Доктрина безпосереднього знання пов'язана у Расселла з емпіристичною теорією «чуттєвих даних» (sense-data), але, безсумнівно, має й самостійне значення як версія арістотелівської епістемології прямого знання.

## Суспільні погляди
Суспільно-політичні погляди Расселла мають ліберальний, антифашистський і антикомуністичний характер. Його першою книгою була «Німецька соціал-демократія» (1896; російський переклад 1906). У питанні про відносини між людиною і державними інституціями Расселл виходив із принципу поєднання максимуму свободи з мінімумом сили. Виступав за створення на демократичних засадах всесвітнього уряду, повноваження якого становило б вирішення міждержавних конфліктів.
Спочатку Расселл із симпатією поставився до «соціального експерименту» в Росії, але, відвідавши країну в 1920 році й зустрівшись із Леніним, він розчарувався в побаченому на місці. Ленін справив на нього враження зелота, повністю поглинутого революційними перетвореннями. Расселл негативно ставився до Сталіна й сталінізму, а марксизм називав догматичною системою.
У 1955 році Б. Расселл підготував текст антивоєнного «Маніфесту Ейнштейна-Рассела», проголошення якого поклало початок Пагвоському рухові вчених (англ. Pugwash Conferences on Science and World Affairs) — об'єднанню науковців, які виступають за мир, роззброєння та міжнародну безпеку, запобігання світової термоядерної війни та наукову співпрацю. З цього часу Расселл повністю присвячує себе політиці та її дослідженню.
У листопаді 1957 року Расселл звернувся з відкритим листом до лідерів двох країн — СРСР (М. Хрущов) та США (Д. Ейзенхауер) із закликом щодо запобігання подальшого поширення ядерної зброї. Основним його прагненням було переконати обох політиків у тому, що їхні спільні інтереси й інтереси їх держав набагато важливіші за розбіжності. Першим на заклик цей публічно відгукнувся М. Хрущов (21.12.1957), невдовзі (8.02.1958) — держсекретар США Дж. Даллес. Згодом Расселл висував ідею створення Комітету з примирення — міжнародного органу, який займався б вирішенням питань, пов'язаних з конфліктними ситуаціями і територіальними суперечностями. Ця ідея була розвинена у його працях «Здоровий глузд і ядерна війна» (1959), «Мудрість Заходу» (1960) «Чи є в людини майбутнє?» (1961).
Пропонуючи конкретну антиядерну програму, Расселл наголошував, що і Заходу, і Сходу необхідно зробити все для попередження будь-яких воєн, докорінно переглянути наявні підходи до зовнішньої політики. Расселл заснував благодійну організацію «Фонду миру Бертрана Рассела». Не залишалися поза увагою науковця й ключові зовнішньополітичні події XX ст. — розміщення на Британських островах американських ракетних сил (1958), події в Угорщині (1956), спорудження Берлінської стіни (1961), Карибська криза (1962), війна у В'єтнамі, події у Чехословаччині (1968) тощо.
Як зазначає український дослідник Ю. Шайгородський, життя англійського науковця та громадського діяча Б. Расселла — це майже вікова історія Європи. Народившись у період розквіту Британської імперії, він став свідком двох страшних світових війн XX ст., революцій, розпаду колоніальної системи і дожив до ядерної епохи. Останні роки життя Р. провів у Вельсі разом з дружиною й онуками. Майже до самої смерті 98-річний вчений залишався енергійним і діяльним.

## Твори
- англ. The Problems of Philosophy 1912; Проблеми філософії [Архівовано 17 червня 2019 у Wayback Machine.](англ.) на проєкті Гутенберг
- Містицизм і логіка англ. Mysticism and Logic, Holt & Co, 1918;
- Introduction to Mathematical Philosophy, Macmillan, 1918
- The Practice and Theory of Bolshevism. — London: Allen & Unwin, 1920. — 188 p. / Практика і теорія.
- The Analysis of Mind, Macmillan, 1921;
- The Analysis of Matter, Routledge & Kegan Paul, 1927;
- Freedom and Organization, George Allen & Unwin, 1934;
- A History of Western Philosophy, George Allen & Unwin, 1945; Переклад — Расселл Бертран. Історія західної філософії. К., 1995.
- Human Khowledge, George Allen & Unwin, 1948.
- «Чому я не християнин»

## Українські переклади
- Бертран Рассел. Історія західної філософії [Архівовано 26 квітня 2013 у Wayback Machine.]. Київ, 1995.
- Бертран Рассел. Мистецтво філософствування. Лекція 1. Мистецтво раціонального припущення [Архівовано 22 грудня 2018 у Wayback Machine.] // Актуальні проблеми духовності. — Вип. 18. — Кривий Ріг, 2017.